# Bắc Karelia
Bắc Karelia là vùng ở cực Đông Phần Lan. Thủ phủ của vùng là thành phố Joensuu. Tiền thân của vùng là tỉnh Bắc Karelia thành lập và năm 1960 sau khi tách ra khỏi tỉnh Kuopio. Đến năm 1997, hai tỉnh Bắc Karelia, Kuopio và một phần tỉnh Mikkeli hợp nhất lại thành tỉnh Đông Phần Lan. Sau năm 2010, cấp hành chính tỉnh cũ bị thay thế bởi cấp hành chính vùng, và vùng Bắc Karelia hiện nay thuộc vùng thống kê Bắc và Đông Phần Lan (mã vùng FI1D).

## Địa lý
Vùng Bắc Karelia tiếp giáp với:
- các vùng Bắc Savo và Nam Savo về phía tây;
- vùng Kainuu về phía bắc;
- Liên bang Nga về phía đông;
- vùng Nam Karelia về phía nam;

Vùng Bắc Karelia có 88% diện tích là vùng tự nhiên trong đó bao gồm 70% diện tích vùng là rừng và 2.200 hồ nước lớn nhỏ chiếm 18% diện tích vùng. Vùng có một hồ nước lớn thứ tư Phần Lan là hồ Pielinen với diện tích 894 km² cùng với ngọn núi Koli cao 347 mét so với mặt nước biển. Ngoài ra vùng còn có bốn vườn quốc gia là Vườn quốc gia Koli, Vườn quốc gia Petkeljärvi, Vườn quốc gia Patvinsuo và Vườn quốc gia Kolovesi.

## Hành chính
Vùng Bắc Karelia bao gồm 13 khu tự quản, trong đó có 5 thành phố (in đậm) và 8 huyện. Khu tự quản mới nhất được lập sau khi sáp nhập là huyện Heinävesi.
| Bản đồ | Khu tự quản | Phó vùng         |
| --- | ----------- | ---------------- |
| JoensuuKontiolahtiLiperiLieksaKiteeNurmesHeinävesiOuto- kumpuIlo- mantsiJuukaTohmajärviPolvijärviRääkkyläPyhä- selkäHöytiäinenKoiterePielinenLB Nga, Cộng hòa KareliyaKainuuBắc SavoNam SavoCửa khẩu NiiralaThành thị30000 tới 100000 dân10000 tới 30000 dân3000 tới 10000 dân3000 dân Bản đồ vùng Bắc Karelia cùng các thành thị | Lieksa      | Pielinen Karelia |
| JoensuuKontiolahtiLiperiLieksaKiteeNurmesHeinävesiOuto- kumpuIlo- mantsiJuukaTohmajärviPolvijärviRääkkyläPyhä- selkäHöytiäinenKoiterePielinenLB Nga, Cộng hòa KareliyaKainuuBắc SavoNam SavoCửa khẩu NiiralaThành thị30000 tới 100000 dân10000 tới 30000 dân3000 tới 10000 dân3000 dân Bản đồ vùng Bắc Karelia cùng các thành thị | Nurmes      | Pielinen Karelia |
| JoensuuKontiolahtiLiperiLieksaKiteeNurmesHeinävesiOuto- kumpuIlo- mantsiJuukaTohmajärviPolvijärviRääkkyläPyhä- selkäHöytiäinenKoiterePielinenLB Nga, Cộng hòa KareliyaKainuuBắc SavoNam SavoCửa khẩu NiiralaThành thị30000 tới 100000 dân10000 tới 30000 dân3000 tới 10000 dân3000 dân Bản đồ vùng Bắc Karelia cùng các thành thị | Heinävesi   | Joensuu          |
| JoensuuKontiolahtiLiperiLieksaKiteeNurmesHeinävesiOuto- kumpuIlo- mantsiJuukaTohmajärviPolvijärviRääkkyläPyhä- selkäHöytiäinenKoiterePielinenLB Nga, Cộng hòa KareliyaKainuuBắc SavoNam SavoCửa khẩu NiiralaThành thị30000 tới 100000 dân10000 tới 30000 dân3000 tới 10000 dân3000 dân Bản đồ vùng Bắc Karelia cùng các thành thị | Ilomantsi   | Joensuu          |
| JoensuuKontiolahtiLiperiLieksaKiteeNurmesHeinävesiOuto- kumpuIlo- mantsiJuukaTohmajärviPolvijärviRääkkyläPyhä- selkäHöytiäinenKoiterePielinenLB Nga, Cộng hòa KareliyaKainuuBắc SavoNam SavoCửa khẩu NiiralaThành thị30000 tới 100000 dân10000 tới 30000 dân3000 tới 10000 dân3000 dân Bản đồ vùng Bắc Karelia cùng các thành thị | Joensuu     | Joensuu          |
| JoensuuKontiolahtiLiperiLieksaKiteeNurmesHeinävesiOuto- kumpuIlo- mantsiJuukaTohmajärviPolvijärviRääkkyläPyhä- selkäHöytiäinenKoiterePielinenLB Nga, Cộng hòa KareliyaKainuuBắc SavoNam SavoCửa khẩu NiiralaThành thị30000 tới 100000 dân10000 tới 30000 dân3000 tới 10000 dân3000 dân Bản đồ vùng Bắc Karelia cùng các thành thị | Juuka       | Joensuu          |
| JoensuuKontiolahtiLiperiLieksaKiteeNurmesHeinävesiOuto- kumpuIlo- mantsiJuukaTohmajärviPolvijärviRääkkyläPyhä- selkäHöytiäinenKoiterePielinenLB Nga, Cộng hòa KareliyaKainuuBắc SavoNam SavoCửa khẩu NiiralaThành thị30000 tới 100000 dân10000 tới 30000 dân3000 tới 10000 dân3000 dân Bản đồ vùng Bắc Karelia cùng các thành thị | Kontiolahti | Joensuu          |
| JoensuuKontiolahtiLiperiLieksaKiteeNurmesHeinävesiOuto- kumpuIlo- mantsiJuukaTohmajärviPolvijärviRääkkyläPyhä- selkäHöytiäinenKoiterePielinenLB Nga, Cộng hòa KareliyaKainuuBắc SavoNam SavoCửa khẩu NiiralaThành thị30000 tới 100000 dân10000 tới 30000 dân3000 tới 10000 dân3000 dân Bản đồ vùng Bắc Karelia cùng các thành thị | Liperi      | Joensuu          |
| JoensuuKontiolahtiLiperiLieksaKiteeNurmesHeinävesiOuto- kumpuIlo- mantsiJuukaTohmajärviPolvijärviRääkkyläPyhä- selkäHöytiäinenKoiterePielinenLB Nga, Cộng hòa KareliyaKainuuBắc SavoNam SavoCửa khẩu NiiralaThành thị30000 tới 100000 dân10000 tới 30000 dân3000 tới 10000 dân3000 dân Bản đồ vùng Bắc Karelia cùng các thành thị | Outokumpu   | Joensuu          |
| JoensuuKontiolahtiLiperiLieksaKiteeNurmesHeinävesiOuto- kumpuIlo- mantsiJuukaTohmajärviPolvijärviRääkkyläPyhä- selkäHöytiäinenKoiterePielinenLB Nga, Cộng hòa KareliyaKainuuBắc SavoNam SavoCửa khẩu NiiralaThành thị30000 tới 100000 dân10000 tới 30000 dân3000 tới 10000 dân3000 dân Bản đồ vùng Bắc Karelia cùng các thành thị | Polvijärvi  | Joensuu          |
| JoensuuKontiolahtiLiperiLieksaKiteeNurmesHeinävesiOuto- kumpuIlo- mantsiJuukaTohmajärviPolvijärviRääkkyläPyhä- selkäHöytiäinenKoiterePielinenLB Nga, Cộng hòa KareliyaKainuuBắc SavoNam SavoCửa khẩu NiiralaThành thị30000 tới 100000 dân10000 tới 30000 dân3000 tới 10000 dân3000 dân Bản đồ vùng Bắc Karelia cùng các thành thị | Kitee       | Trung Karelia    |
| JoensuuKontiolahtiLiperiLieksaKiteeNurmesHeinävesiOuto- kumpuIlo- mantsiJuukaTohmajärviPolvijärviRääkkyläPyhä- selkäHöytiäinenKoiterePielinenLB Nga, Cộng hòa KareliyaKainuuBắc SavoNam SavoCửa khẩu NiiralaThành thị30000 tới 100000 dân10000 tới 30000 dân3000 tới 10000 dân3000 dân Bản đồ vùng Bắc Karelia cùng các thành thị | Rääkkylä    | Trung Karelia    |
| JoensuuKontiolahtiLiperiLieksaKiteeNurmesHeinävesiOuto- kumpuIlo- mantsiJuukaTohmajärviPolvijärviRääkkyläPyhä- selkäHöytiäinenKoiterePielinenLB Nga, Cộng hòa KareliyaKainuuBắc SavoNam SavoCửa khẩu NiiralaThành thị30000 tới 100000 dân10000 tới 30000 dân3000 tới 10000 dân3000 dân Bản đồ vùng Bắc Karelia cùng các thành thị | Tohmajärvi  | Trung Karelia    |

## Cảnh quan

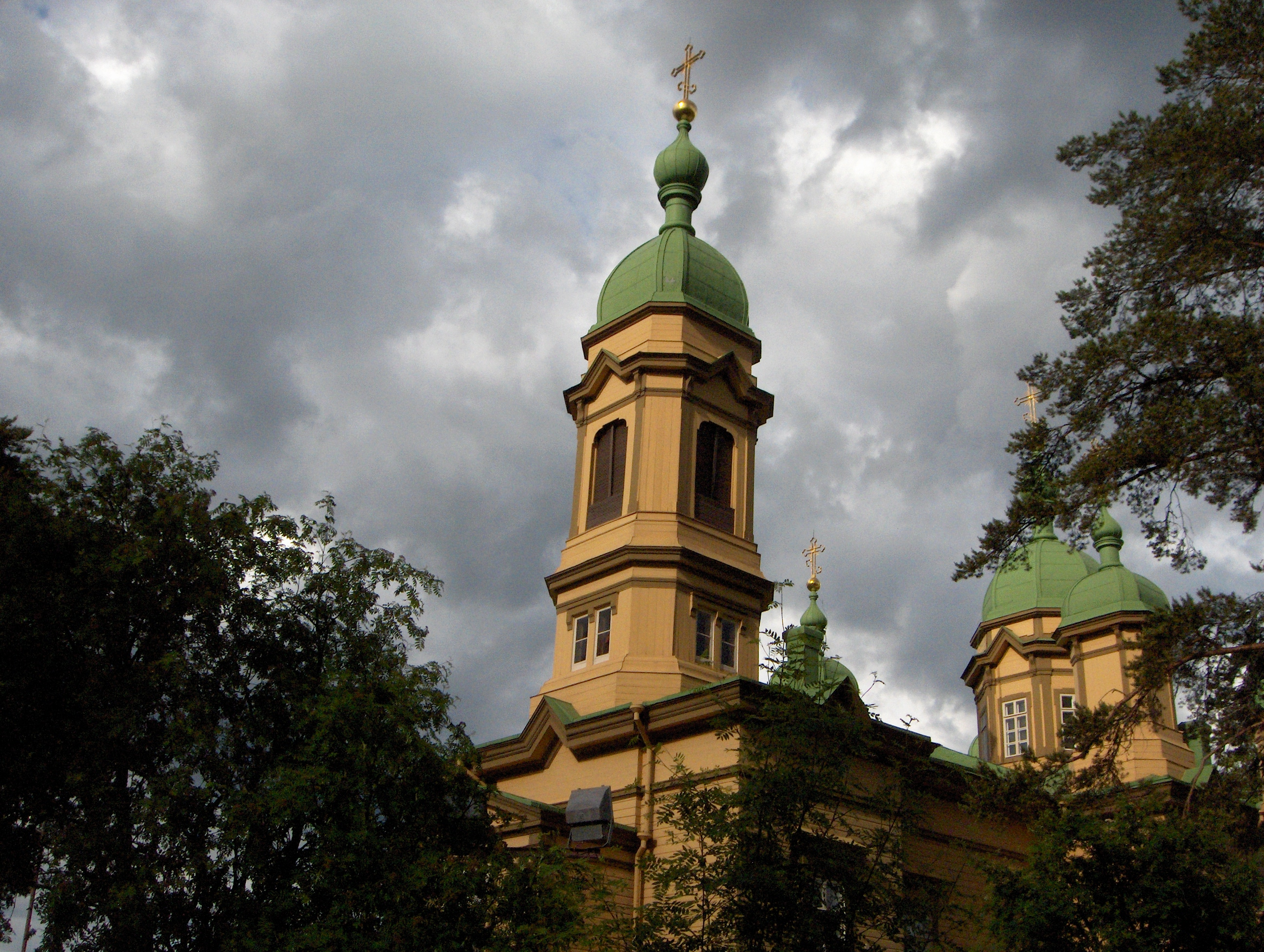
Thánh đường Chính thống giáo Thánh tiên tri Ê-li thuộc giáo xứ Ilomantsi
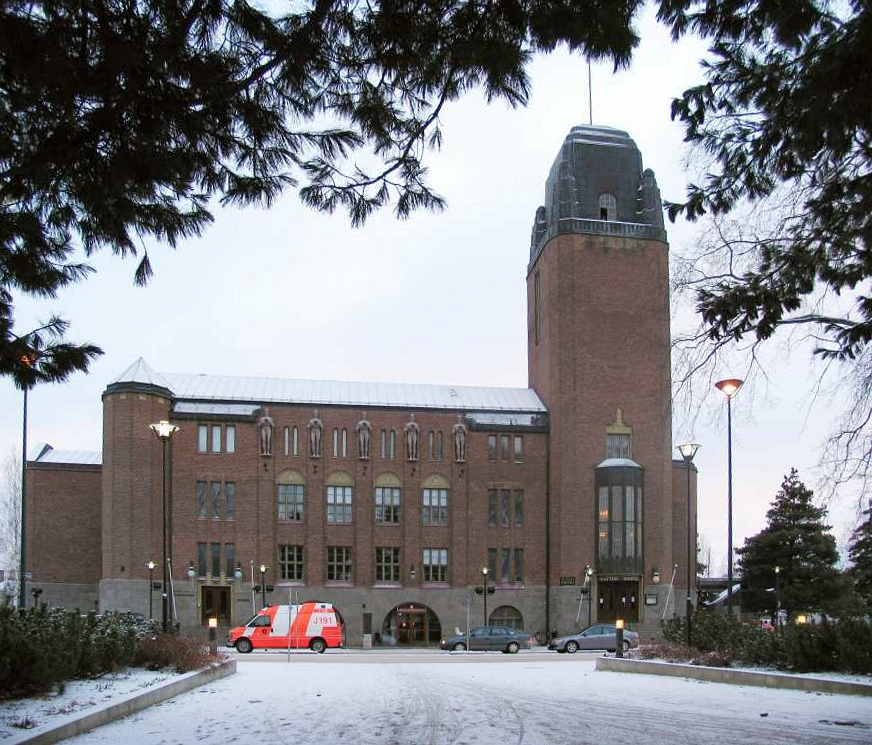
Tòa thị chính thành phố Joensuu
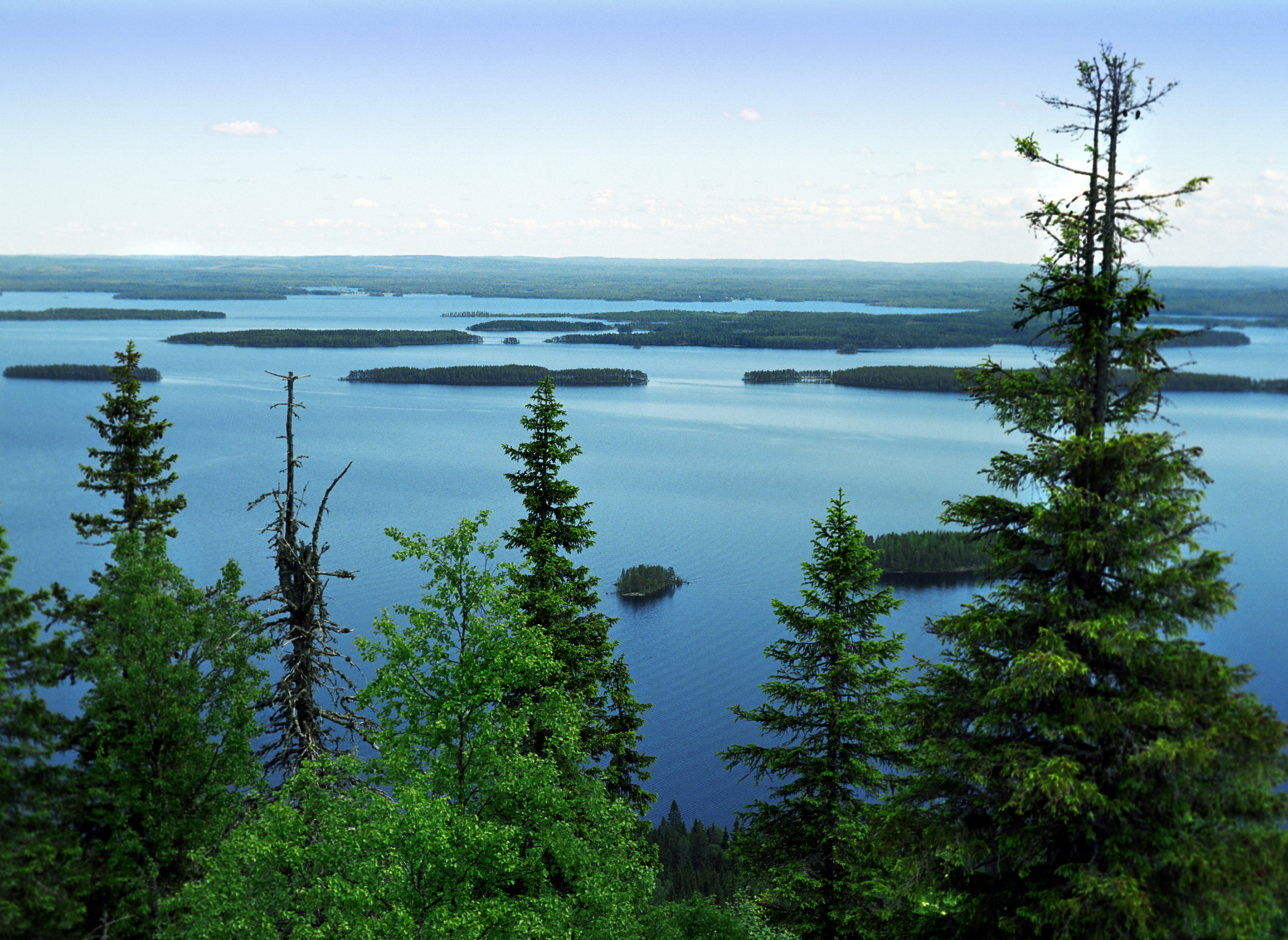
Hồ Pielinen nhìn từ núi Koli
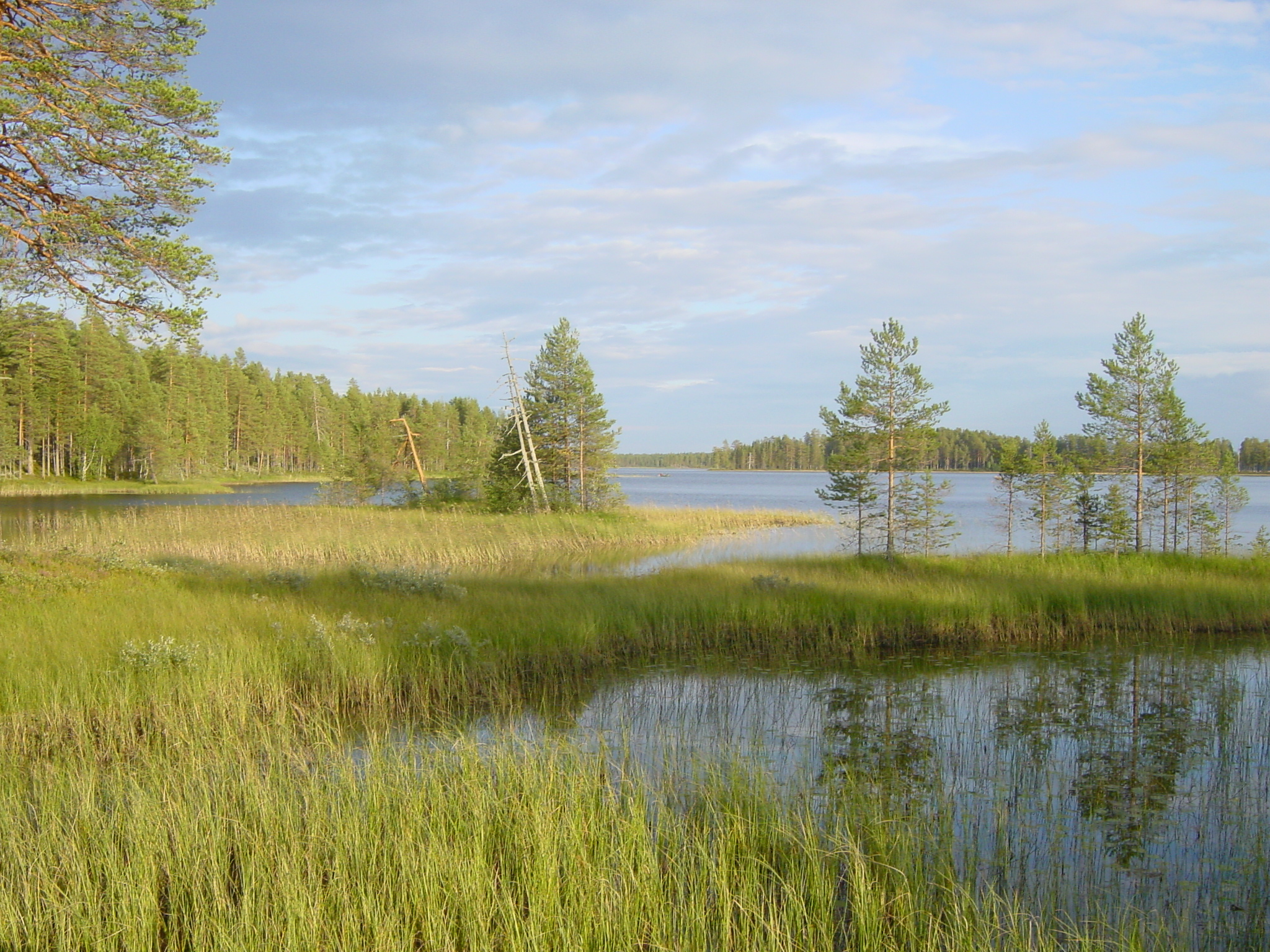
Vườn quốc gia Patvinsuo
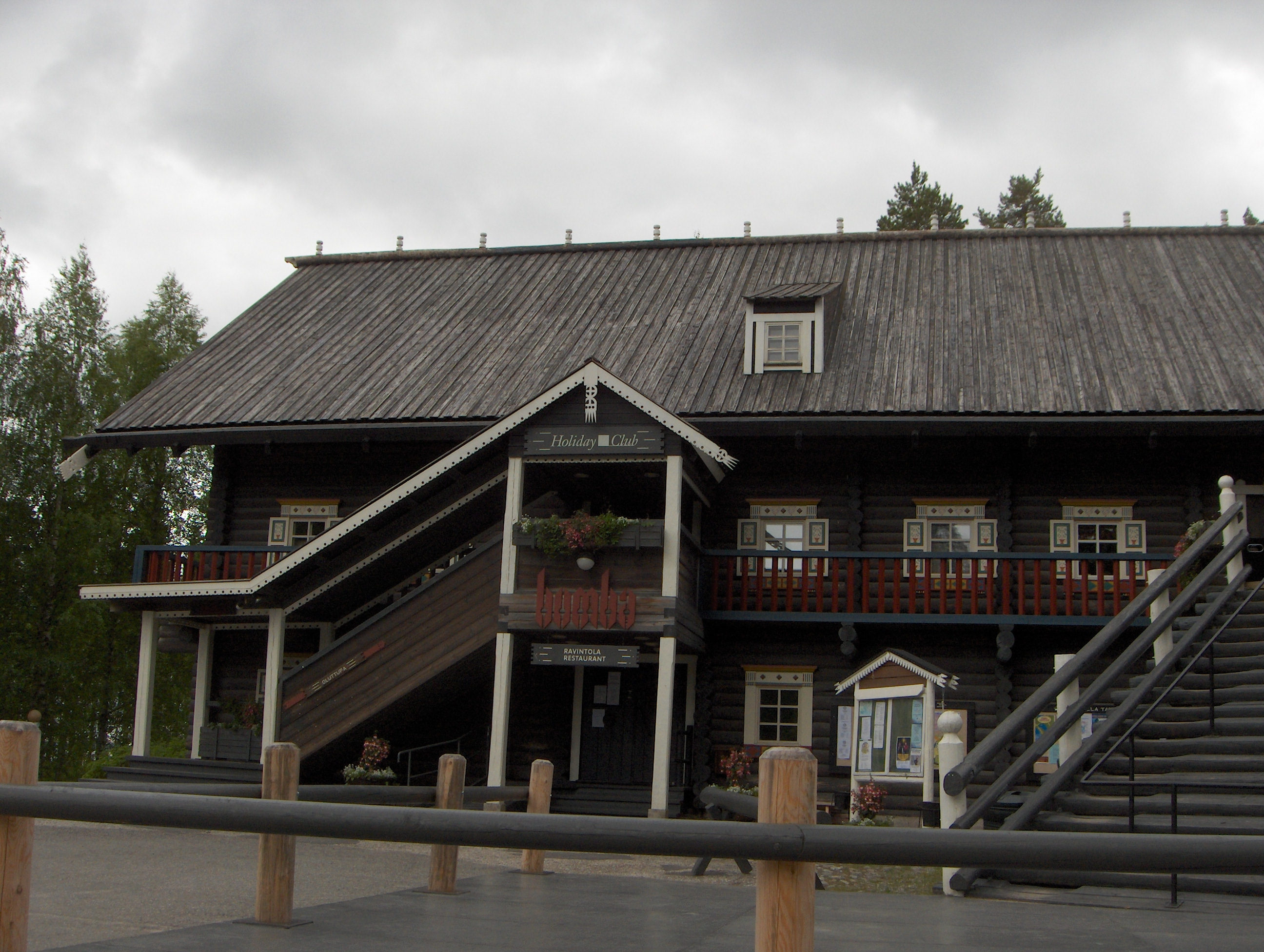
Ngôi nhà Bomba
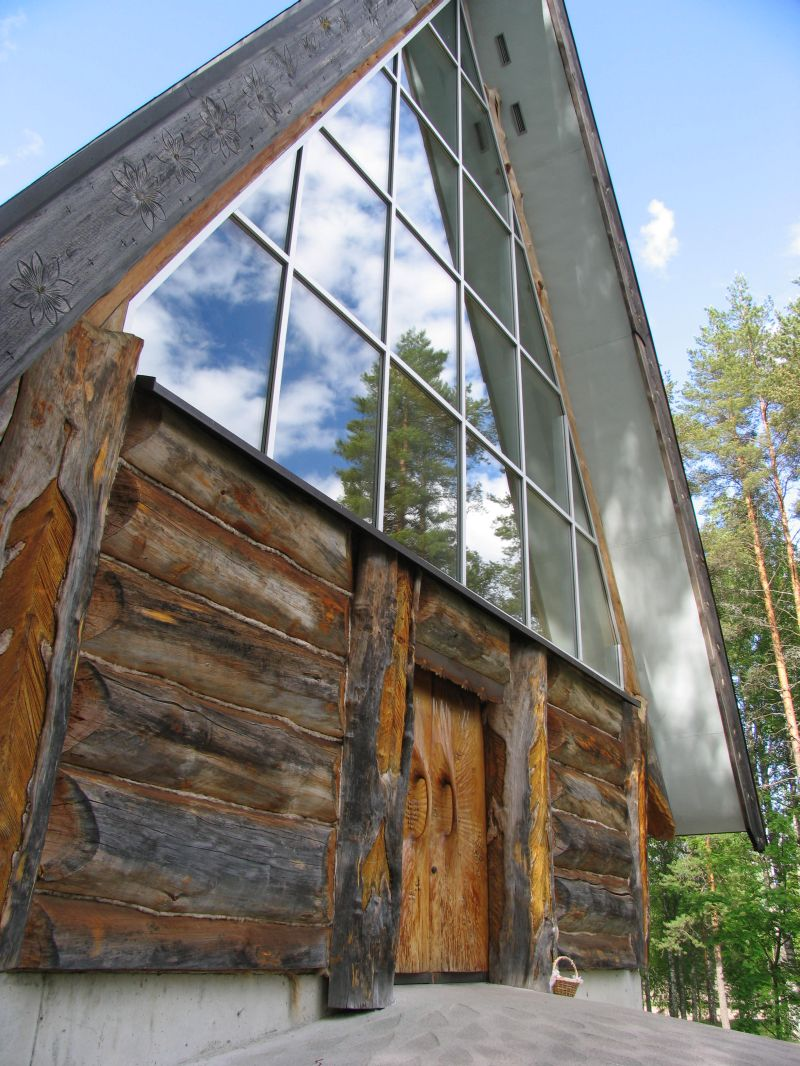
Tác phẩm "Nhà thờ gỗ Paater" của nhà điêu khắc Eva Ryynänen
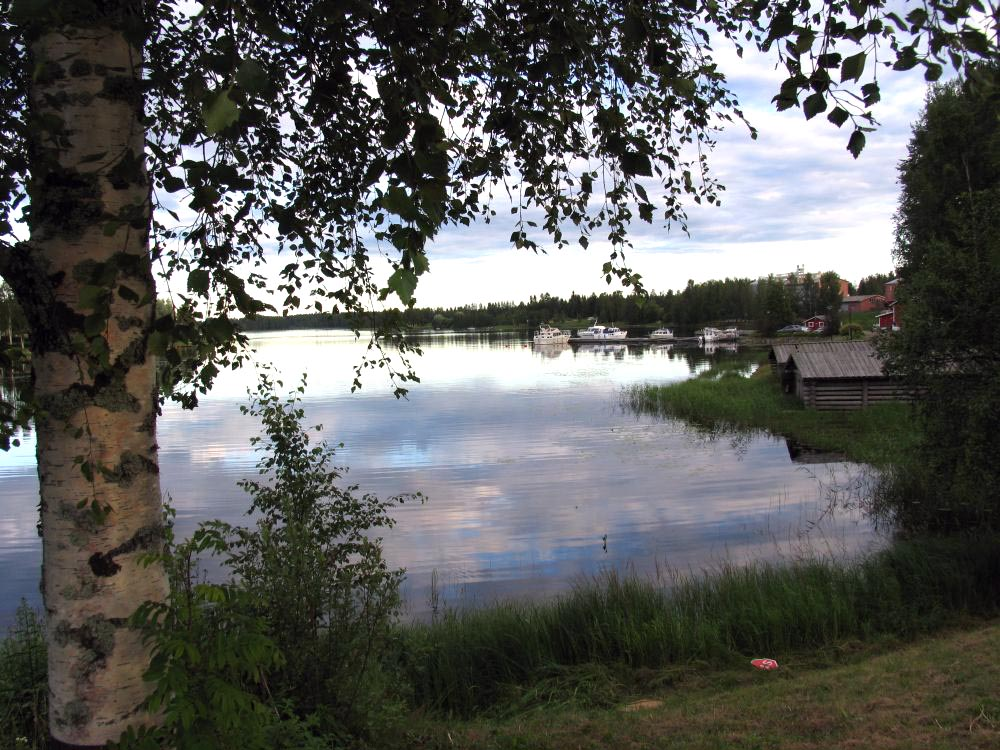
Cảng Liperi
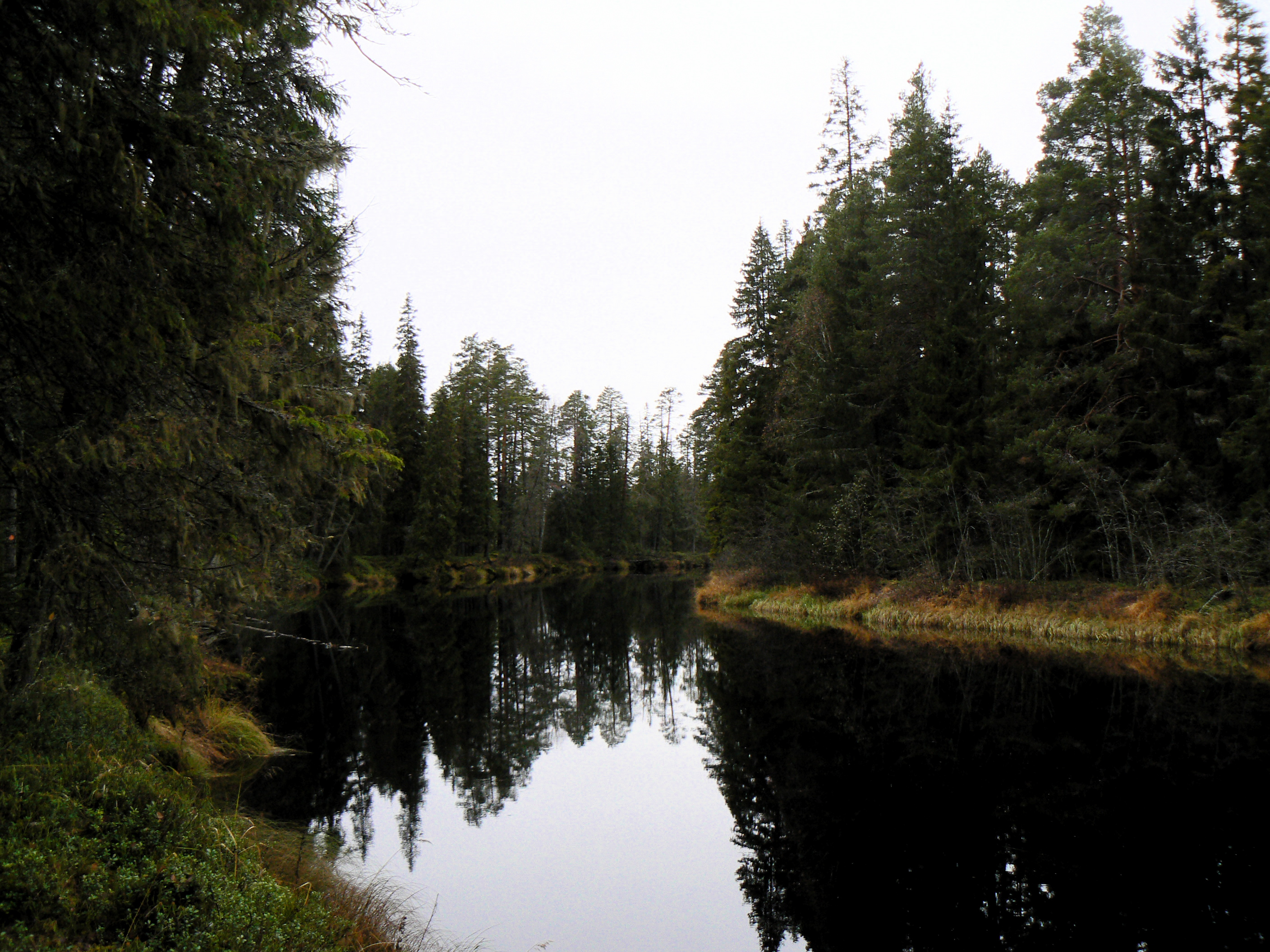
Một góc sông Koitajoki
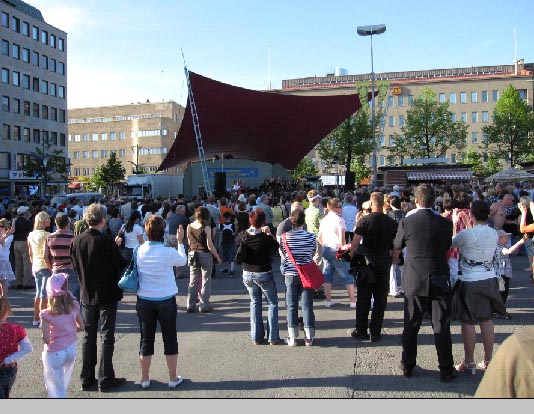
Quảng trường Joensuu
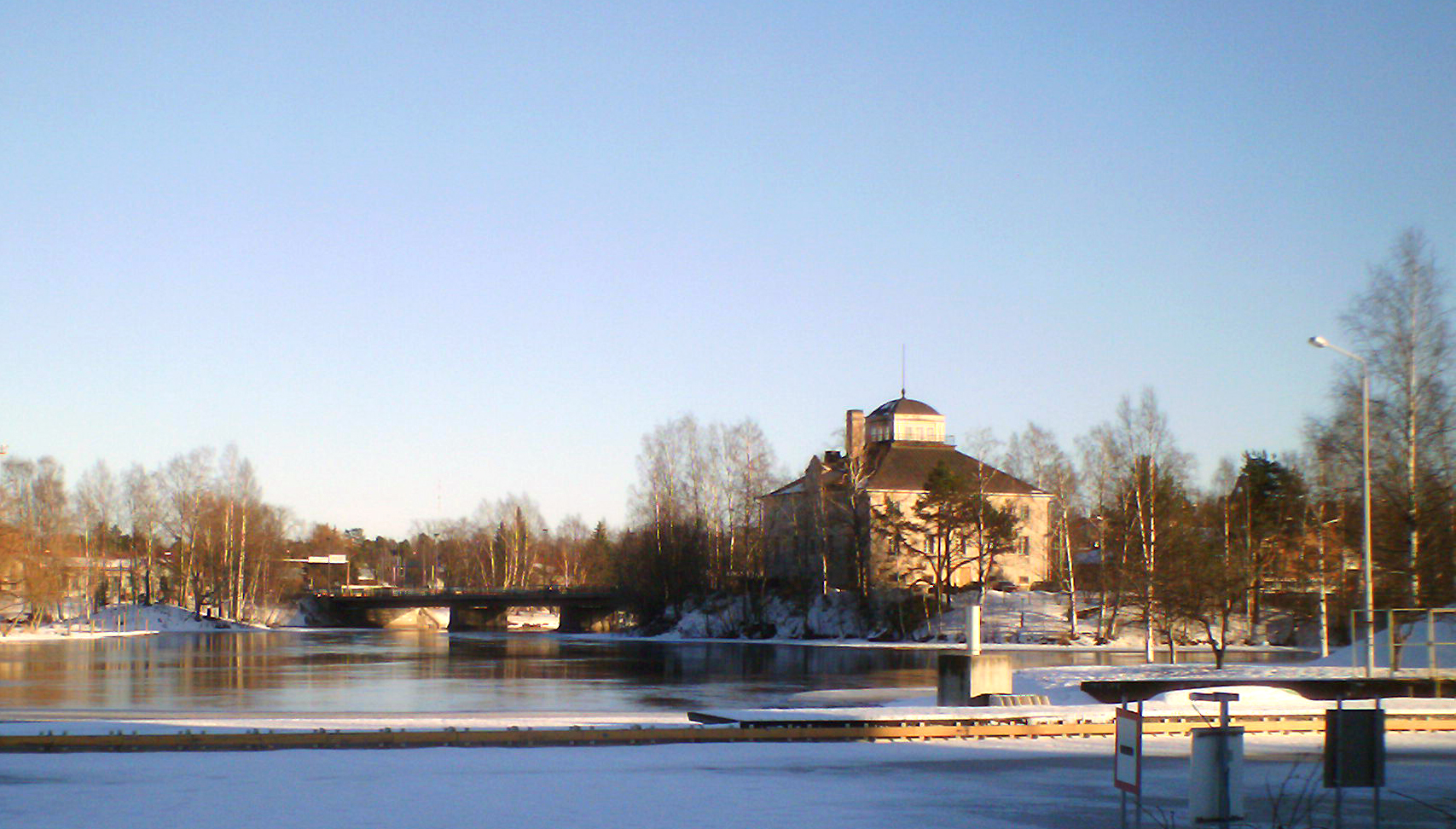
Dinh Pielisjoki bên sông
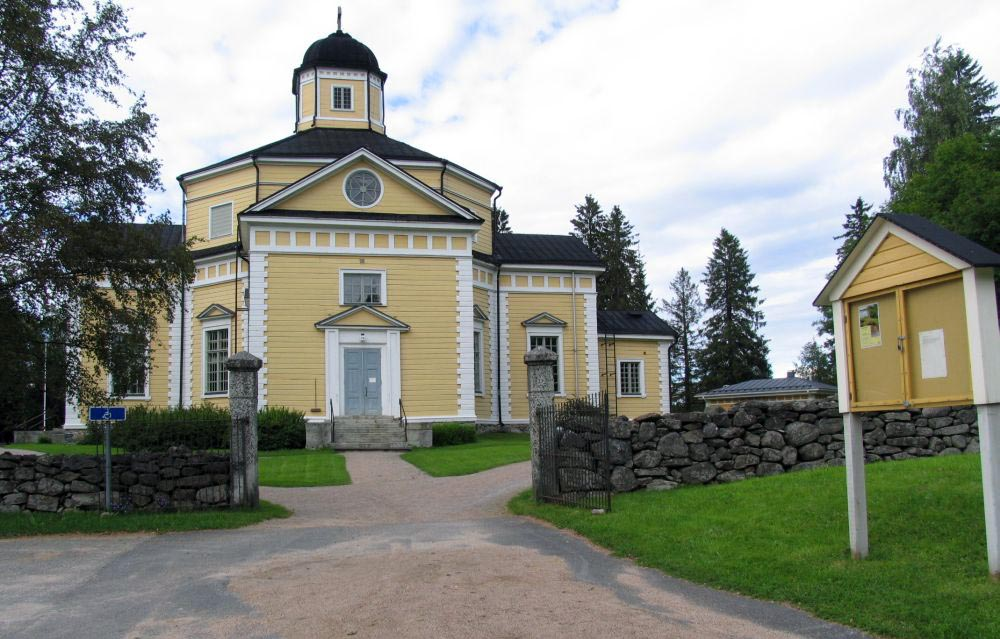
Thánh đường Juuka
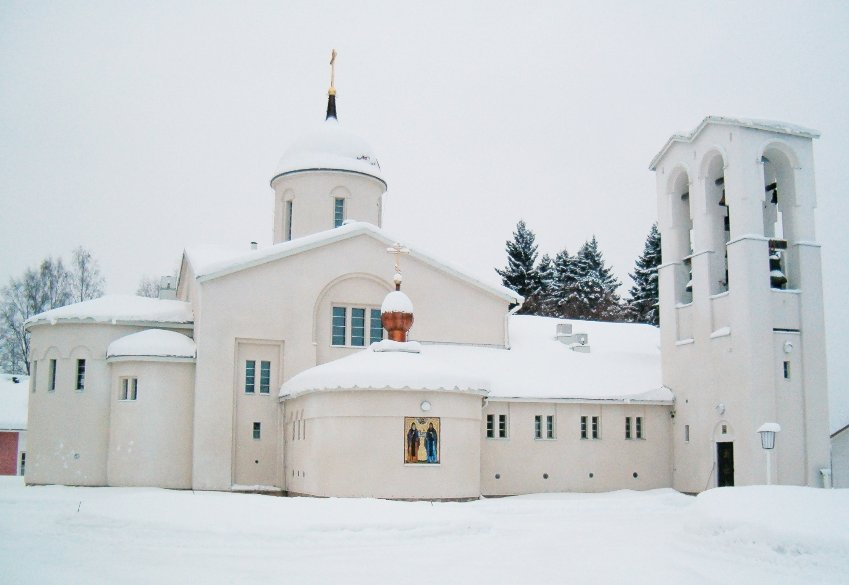
Tu viện Chính thống giáo Uusi-Valamo
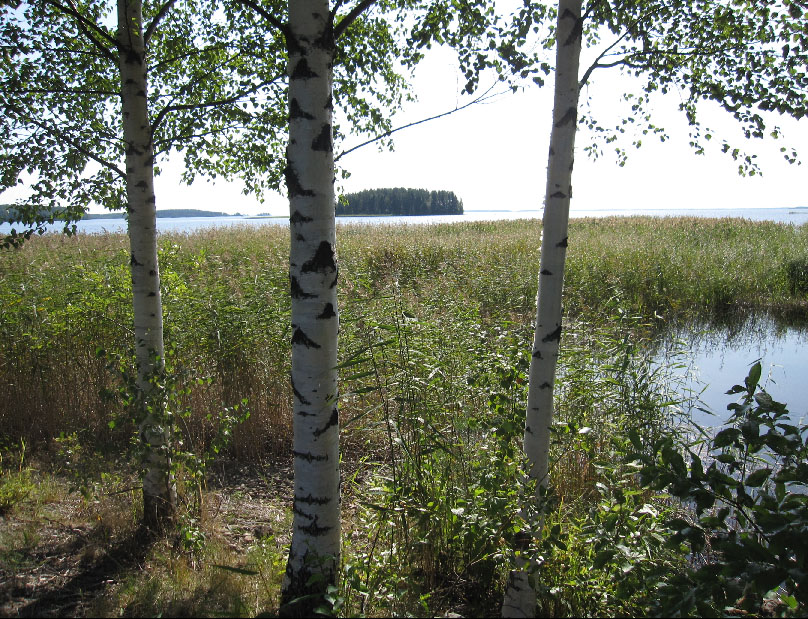
Hồ Pyhäselkä
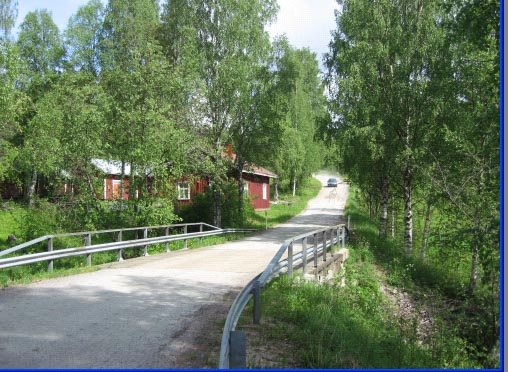
Một con đường lịch sử tại thành phố Lieksa
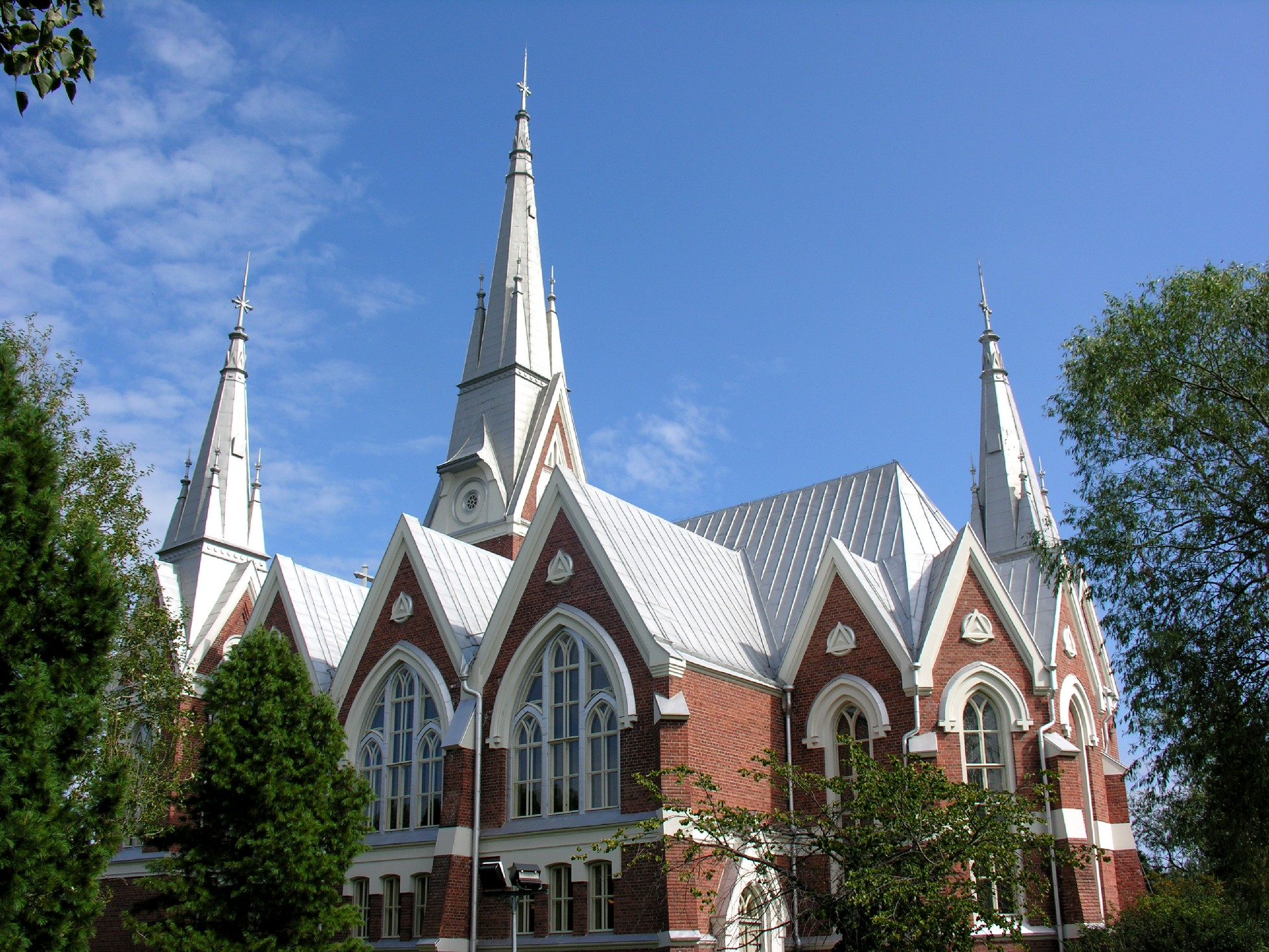
Nhà thờ chính tòa Joensuu